# NGC 1349
NGC 1349 (другие обозначения — UGC 2774, MCG 1-9-6, ZWG 416.13, KARA 128, NPM1G +04.0118, PGC 13088) — линзообразная галактика (S0) в созвездии Телец. Открыта Льюисом Свифтом в 1886 году. Описание Дрейера: «очень тусклый, маленький объект круглой формы, расположен между двумя звёздами».
Этот объект входит в число перечисленных в оригинальной редакции «Нового общего каталога».